# Кањано
Кањано (фр. Cagnano) насеље је и општина у Француској у региону Корзика, у департману Горња Корзика која припада префектури Бастија.
По подацима из 2011. године у општини је живело 191 становника, а густина насељености је износила 12,98 становника/km². Општина се простире на површини од 14,72 km². Налази се на средњој надморској висини од 300 метара (максималној 1.068 m, а минималној 0 m).

## Демографија
| 1962. | 1968. | 1975. | 1982. | 1990. | 1999. | 2011. |
| ----- | ----- | ----- | ----- | ----- | ----- | ----- |
| 237   | 245   | 239   | 183   | 156   | 179   | 191   |

График промене броја становника у току последњих година